# Виживання найпристосованіших
Вижива́ння найпристосо́ваніших (англ. survival of the fittest, поширений також неточний переклад «Виживання найсильніших») — афоризм, приписуваний Герберту Спенсеру, який Чарлз Дарвін використав у книзі «Походження видів» (вперше — у п'ятому виданні 1869) як синонім природного добору, який є основною рушійною силою еволюції. Відповідно до теорії еволюції:
- відтворення в будь-якому різновиді передбачає деякий ступінь природної зміни в характеристиках результату;
- будь-яка зміна, яка збільшувала здатність виживання деяких членів виду стосовно інших, позбавлених таких змін, могла позитивно відбиратися для можливостей відтворення;
- тисячоліттями цей процес вів до розвитку складних організмів із простих і до величезного різноманіття видів від малого числа початкових організмів.

У формі «виживання найсильніших» вираз вживають переважно в соціал-дарвінізмі. За сучасними уявленнями виживає не найсильніший, а найпристосованіший.

## Критика терміна
Термін «виживання найпристосованіших» від початку зазнавав критики. Навіть у самій англійській мові фраза survival of the fittest здатна викликати складнощі та суперечки, тому що її можна по різному витлумачити через подвійне значення слова fit. Це слово може стосуватися як до здатності організму «пристосовуватися» (йдеться про виживання найадаптованіших до довкілля), так і до «хорошої фізичної форми» (йдеться про виживання найсильніших фізично). Еволюційні біологи сьогодні уникають цього терміна, тому що він неадекватно описує нинішню концепцію еволюції.